# Жармиш
Жарми́ш (каз. Жармыш) — село у складі Мангистауського району Мангистауської області Казахстану. Адміністративний центр та єдиний населений пункт Жармиського сільського округу.
Населення — 1984 особи (2021; 1866 у 2009, 1598 у 1999, 1600 у 1989).